# Зонна пластинка Френеля

Зонна пластинка Френеля. Площі всіх кілець, як прозорих, так і непрозорих, рівні

Зонна пластинка — пристрій для фокусування світла або інших явищ із хвильовою природою. На відміну від лінзи, що заломлює світло завдяки рефракції, дія зонної пластинки заснована на дифракції. Створення пластинки стало можливим завдяки дослідженням французького фізика Огюстена Френеля, тому її часто називають зонна пластинка Френеля.
Являє собою набір прозорих і непрозорих концентричних кіл, відомих, як зони Френеля. Проходячи через пластинку, світло зазнає дифракції на краях непрозорих зон. Їхні розміри підбирають так, щоб завдяки інтерференції променів, що відхилилися, світло фокусувалося, створюючи дійсне зображення. Також зонну пластинку можна описати як найпростішу голограму точки.

## Принцип дії
Згідно з принципом Гюйгенса — Френеля, світлове поле в певній точці простору є результатом інтерференції вторинних джерел світла. Френель запропонував оригінальний та надзвичайно наочний метод групування вторинних джерел, який дає змогу наближено розраховувати дифракційні картини, і зветься методом зон Френеля.
Зони Френеля вводять у такий спосіб. Розглянемо поширення світлової хвилі з точки L до точки спостереження P. Сферичний хвильовий фронт, що виходить із точки L розіб'ємо концентричними сферами з центром у точці P і з радіусами z1 + λ/2; z2 + 2 λ/2; z3 + 3 λ/2…
Отримані кільцеві зони і називають зонами Френеля.
Сенс розбиття поверхні на зони Френеля в тому, що різницю фаз елементарних вторинних хвиль, які приходять у точку спостереження від цієї зони, не перевищує π. Накладання таких хвиль спричиняє їх взаємне посилення. Тому кожну зону Френеля можна вважати джерелом вторинних хвиль, які мають певну фазу. Дві сусідні зони Френеля діють як джерела, що коливаються у протифазі, тобто, вторинні хвилі, що поширюються із сусідніх зон, у точці спостереження гаситимуть одна одну. Щоб визначити освітленість у точці спостереження P необхідно підсумувати напруженості електричних полів, які приходять у цю точку від усіх вторинних джерел. Результат накладання хвиль залежить від амплітуди та різниці фаз. Оскільки різниця фаз між сусідніми зонами дорівнює π, можна перейти до підсумовування амплітуд.
Амплітуда вторинної сферичної хвилі пропорційна площі елементарної ділянки, яка випромінює цю хвилю (тобто пропорційна площі зони Френеля). Крім того, вона зменшується зі збільшенням відстані z1 від джерела вторинної хвилі до точки спостереження за законом 1/z1 і зі зростанням кута між нормаллю до елементарної ділянки, яка випускає хвилю, і напрямом поширення хвилі.
Можна показати, що площі зон Френеля приблизно однакові та рівні:
{\displaystyle S_{1}=S_{2}=...=S_{n}={\frac {\pi Z_{0}Z_{1}}{Z_{0}+Z_{1}}}}, де S n — площа n-ої зони Френеля, z0 — радіус сфери.
Відстань z1+n від зони до точки спостереження повільно зростає за лінійним законом: z1+n = z1 + n λ/2 де n — номер зони.
Кут φ також зростає зі збільшенням номера зони Френеля. Отже, амплітуди вторинних хвиль зменшуються. Таким чином, можна записати {\displaystyle A{\scriptstyle {\text{1}}}>A{\scriptstyle {\text{2}}}>A{\scriptstyle {\text{3}}}>...>A{\scriptstyle {\text{n-1}}}>A{\scriptstyle {\text{n}}}>A{\scriptstyle {\text{n+1}}}>...} …, де An — амплітуда вторинної хвилі, випущеної n-ою зоною. Амплітуда кінцевого світлового коливання в точці спостереження P визначатиметься внеском усіх зон. При цьому, хвиля з другої зони Френеля гаситиме хвилю з першої зони (оскільки вони прийдуть у точку P у протифазі), хвиля з третьої зони посилюватиме першу хвилю (оскільки між ними різниця фаз дорівнює нулю), четверта хвиля послабить першу і так далі. Це означає, що в підсумовуванні слід урахувати, що всі парні зони дадуть внесок у кінцеву амплітуду одного знаку, проте непарні зони — протилежного знаку. Таким чином, сумарна амплітуда в точці спостереження дорівнює: {\displaystyle A=A{\scriptstyle {\text{1}}}-A{\scriptstyle {\text{2}}}+A{\scriptstyle {\text{3}}}-A{\scriptstyle {\text{4}}}+A{\scriptstyle {\text{5}}}-...}
Цей вираз можна переписати у вигляді: {\displaystyle A={\frac {A{\scriptstyle {\text{1}}}}{2}}+({\frac {A{\scriptstyle {\text{1}}}}{2}}-A{\scriptstyle {\text{2}}}+{\frac {A{\scriptstyle {\text{3}}}}{2}})+({\frac {A{\scriptstyle {\text{3}}}}{2}}-A{\scriptstyle {\text{4}}}+{\frac {A{\scriptstyle {\text{5}}}}{2}})+...}
Внаслідок монотонного зменшення {\displaystyle A{\scriptstyle {\text{n}}}} можна приблизно вважати, що {\displaystyle A{\scriptstyle {\text{n}}}={\frac {A{\scriptstyle {\text{n-1}}}+A{\scriptstyle {\text{n+1}}}}{2}}}
Тоді вирази в круглих дужках дорівнюватимуть нулю, і амплітуда А в точці спостереження дорівнюватиме: {\displaystyle A=A{\scriptstyle {\text{1}}}/2}. Тобто амплітуда, створювана в деякій точці спостереження P сферичною хвильовою поверхнею, дорівнює половині амплітуди, створюваної лише центральною зоною. Таким чином, дія всієї хвильової поверхні еквівалентна половині дії центральної зони. Цей самий результат можна отримати за допомогою графічного методу додавання амплітуд. Якщо світлова хвиля зустрічає на шляху поширення якусь перешкоду (отвір або перепону), то цьому разі ми розіб'ємо на зони Френеля хвильовий фронт, який дійшов до перешкоди. Зрозуміло, що перешкода закриє частину зон Френеля, і внесок у кінцеву амплітуду дадуть тільки хвилі, випущені відкритими зонами Френеля. Залежно від кількості відкритих зон Френеля змінюватиметься вигляд дифракційної картини.
На основі свого методу Френель довів, що світло поширюється практично прямолінійно.

Як приклад розглянемо випадок, коли z0 = z1 = 1 м; λ = 0,5 мкм, тоді радіус першої (центральної) зони дорівнює r1 = 0,5 мм. Амплітуда в точці спостереження P дорівнює половині амплітуди хвилі, випущеної першою зоною (дія всієї хвильової поверхні звелася до дії її невеликої ділянки), отже, світло від точки L до точки P поширюється в межах дуже вузького (діаметром всього один міліметр) каналу, тобто практично прямолінійно. Показавши, що світло поширюється прямолінійно, Френель, з одного боку, довів правильність своїх міркувань, а з іншого — подолав заваду, яка протягом століть стояла на шляху утвердження хвильової теорії — узгодження прямолінійного поширення світла з його хвильовим механізмом. Іншим доказом того, що метод зон Френеля дає правильний результат, є такі міркування. Дія всієї хвильової поверхні еквівалентна половині дії центральної зони. Якщо відкрити тільки першу зону Френеля, то, згідно з розрахунками Френеля, кінцева амплітуда в точці спостереження дорівнюватиме A1. Тобто в цьому випадку амплітуда світла в точці спостереження збільшиться в 2 рази (а інтенсивність, відповідно, в чотири рази), порівняно з випадком, коли відкриті всі зони Френеля. Цей результат можна перевірити на досліді, поставивши на шляху світлової хвилі перешкоду з отвором, що відкриває тільки першу зону Френеля. Інтенсивність у точці спостереження дійсно зростає в чотири рази, порівняно з випадком, коли перешкода між джерелом випромінювання і точкою спостереження відсутня.
Більш того, пригадаймо, що хвилі із сусідніх зон гасять одна одну, і всі парні зони дають внесок у кінцеву амплітуду одного знака, а всі непарні — протилежного знака. Це означає, що інтенсивність світла у точці спостереження можна посилити в багато разів, якщо прикрити всі парні або, навпаки, непарні зони Френеля. Зони, що залишаться неприкритими, посилюватимуть дію одна одної. Ця ідея лежить в основі простого оптичного пристрою — зонної пластинки Френеля. Зонну пластинку можна виготовити, накресливши на папері темні кільця, а потім сфотографувавши їх у зменшеному масштабі. Внутрішні радіуси темних кілець повинні збігатися з радіусами непарних зон Френеля, а зовнішні — радіусами парних. Така пластинка перекриватиме парні зони. Зонна пластинка фокусує світло аналогічно збиральній лінзі, тільки, на відміну від лінзи, пластинка має кілька фокусів. Існують також фазові зонні пластинки, які збільшують амплітуду ще вдвічі, порівняно зі звичайною (амплітудною) зонною пластинкою. У такій пластинці парні (чи непарні) зони не перекриваються. Натомість змінюється на π фаза відповідних коливань. Це можна здійснити за допомогою прозорої пластинки, у якої товщина в місцях, відповідних парним (або непарним) зонам, змінюється на спеціально підібрану величину.

## Застосування
Зонні пластинки Френеля використовують у акустиці для формування звукового поля.

## Види зонних пластинок
- Амплітудна зонна пластинка
- Фазова зонна пластинка